# Evangelische Christuskirche (Bozen)

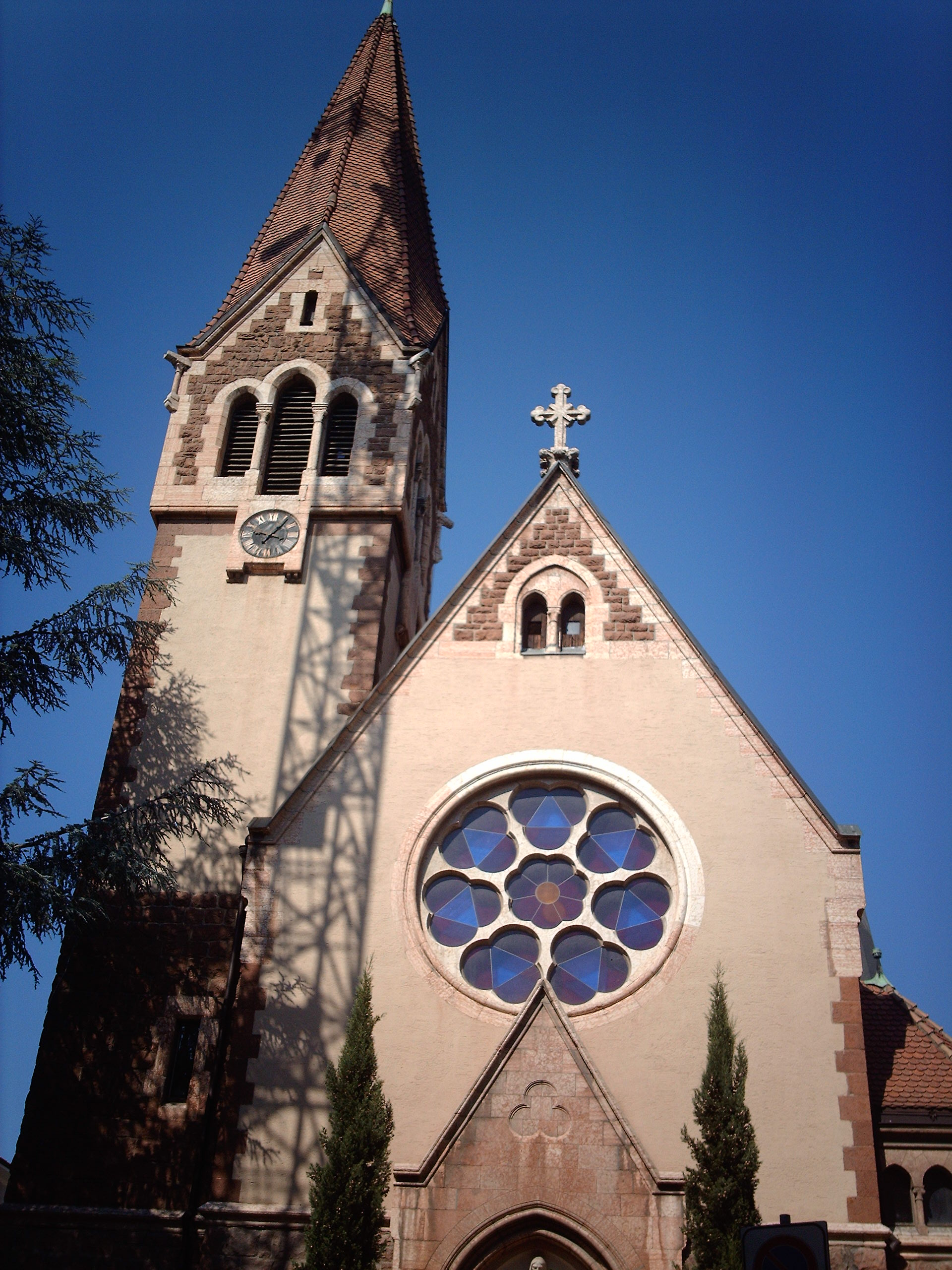
Die evangelische Kirche in Gries

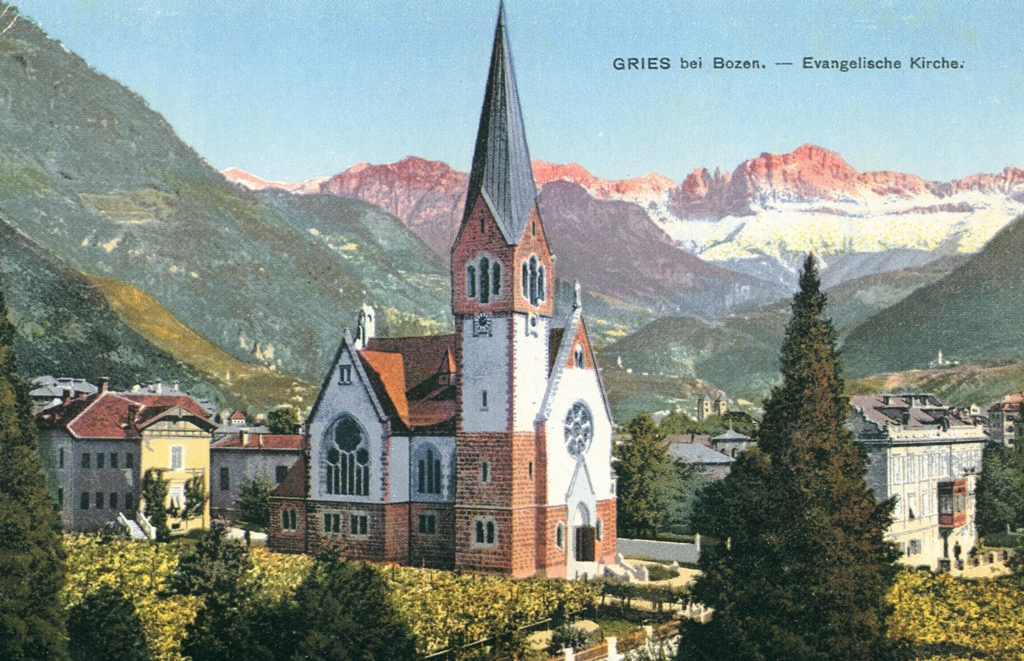
Ansichtskarte von 1910 der Evangelischen Christuskirche in der ehemaligen Marktgemeinde Gries bei Bozen

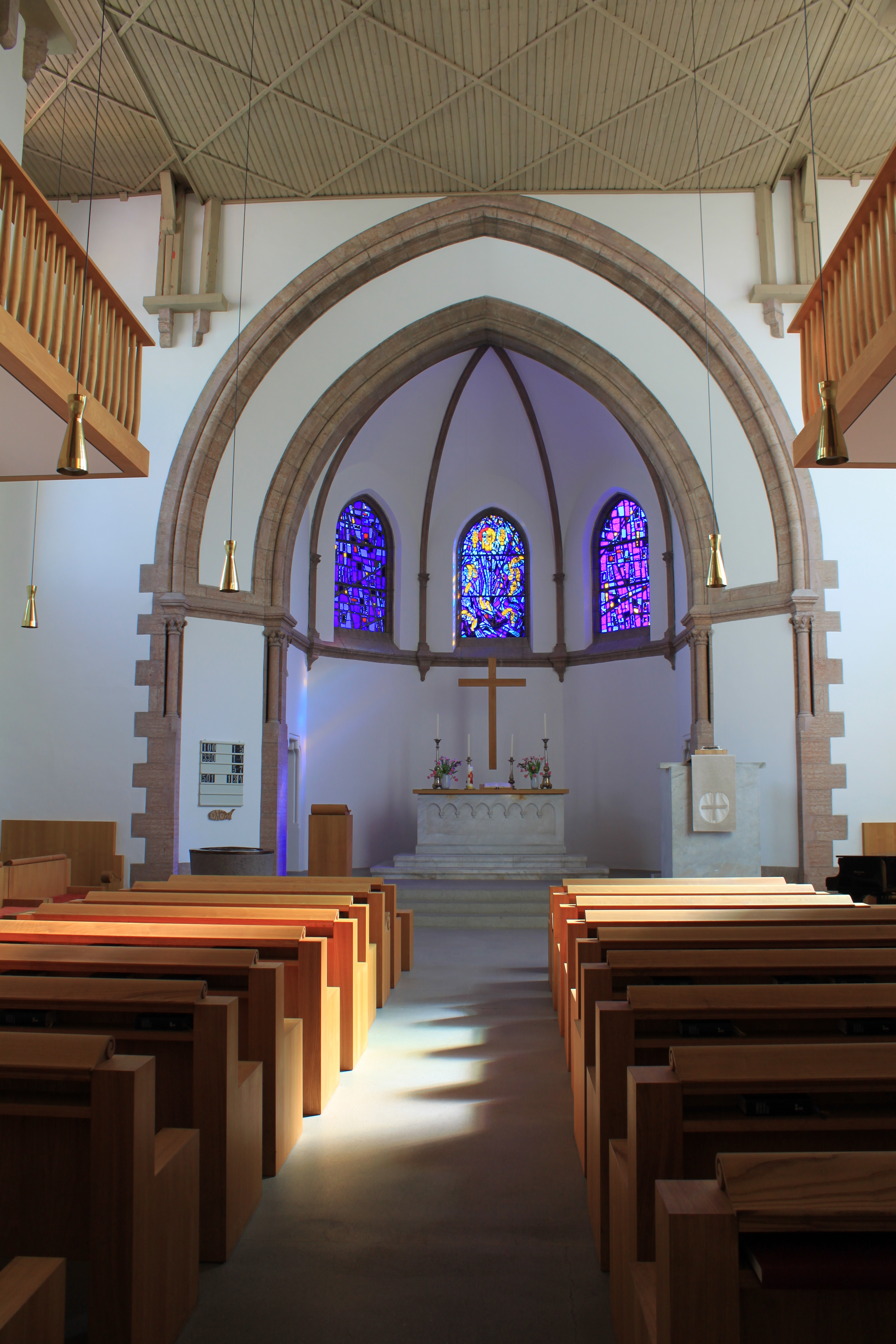
Der Innenraum der Evangelischen Christuskirche

Die Evangelische Christuskirche in Bozen-Gries ist die Kirche der Evangelisch-Lutherischen Gemeinde Bozen. Diese hat ungefähr 500 eingetragene Mitglieder und reicht vom Brenner bis zum Gardasee; den Westteil dieses Gebietes umfasst die benachbarte Kirchengemeinde Meran.

## Geschichte
Den Lutheranern wurde in Österreich seit dem Toleranzpatent von 1781 freie Religionsausübung gestattet, sofern sie eine Anhängerschaft von 500 Mitgliedern oder 100 Familien nachweisen konnten. In Tirol mussten aber noch im Jahr 1837 436 Zillertaler Protestanten ihres Glaubens wegen die Heimat verlassen. Erst das unter Kaiser Franz Josef am 8. April 1861 erlassene Protestantenpatent ermöglichte die öffentliche Ausübung des evangelischen Glaubens auch in Tirol. Daraufhin wurden 1885 in Meran (Christuskirche), 1899 in Arco (Trinitatiskirche) und 1906 in Innsbruck (Christuskirche) evangelische Kirchen erbaut.
In Bozen bzw. im benachbarten Kurort Gries wurde für den Bau 1903 ein Villengrundstück erworben. Der evangelische Kirchenbauverein stieß aber auf Widerstand der Grieser Weinbauern, der zu einer Verweigerung der Baugenehmigung durch die Gemeinde Gries führte. Erst mit Hilfe ihres Rechtsanwaltes, des Bozner Bürgermeisters Julius Perathoner, konnte der Kirchenbauverein 1905 vor dem Verwaltungsgerichtshof sein Recht durchsetzen.
Die Christuskirche wurde 1906–1908 unter Aufsicht des Berliner Architekten Hermann Ende im neugotischen Stil gebaut. Am 4. Jänner 1945 wurde die Kirche von amerikanischen Flugzeugen bombardiert. Sie brannte in den darauffolgenden Tagen ab. Übrig blieben nur der Turm und die Außenmauern. Nach dem Krieg wurde der äußere Bau in seiner alten Form wiederhergestellt und am 20. Oktober 1952 wiedereingeweiht.
An der Christuskirche wirk(t)en als Pfarrer:
- Paul Jaesrich
- Karl Haffner (1910–1924)
- Walter Hayden (1924–1932)
- Helmut Lindenmeyer (1932–1936)
- Gustav Werner Schiebe (1936–1940)
- Julius Giese, Pfarrer in Meran (interimistisch 1940–1943)
- Kurt Naumann (1943–1958)
- Erich Striewsky (1958–1967)
- Hartmut O.G. Lindenmeyer (1968–1980)
- Gottfried Hoffmann (1980–1987)
- Henning Schüttlöffel (1988–1997)
- Sebastian Zebe (1998–2010)
- Dr. Marcus Friedrich (2010–2017)
- Michael Jäger (2017–2023)
- Annette Herrmann-Winter (Vakanzvertretung, ab September 2023)

## Ausstattung der Kirche
Über dem Hauptportal befindet sich ein Relief (Christus) des Bozner Steinbildhauers Andreas Kompatscher. Das Kircheninnere erhielt im Zuge des Neuaufbaus nach der Zerstörung eine einfache, glatte Holzdecke. Die Wände wurden weiß gestrichen. Den künstlerischen Höhepunkt bildet die Ausstattung des Chorraumes mit Betonglasfenstern des Stuttgarter Künstlers Christian Oehler.

## Aktuelles
Zwischen 2017 und 2023 war Michael Jäger evangelisch-lutherischer Pfarrer von Bozen. Im September 2023 übernahm Annette Herrmann-Winter als Vakanzvertretung.